# Reencuentro (canción)
"Reencuentro" (también conocida como "Patria Querida") es una canción interpretada por el cantautor salvadoreño Álvaro Torres en colaboración con la banda puertorriqueña-colombiana formada en Estados Unidos, Barrio Boyzz. Fue lanzada el 23 de enero de 1995 y es la primera pista del álbum del mismo nombre, asimismo el sencillo forma parte del disco colaborativo "Voces Unidas"  como recopilatorio de temas inéditos de cantantes latinos para los Juegos Olímpicos de Atlanta en 1996. 
"Reencuentro" es considerada una canción patriótica, ya que expresa el impedimento por la distancia y el añoro de volver al país de donde se pertenece.

## Composición y letra

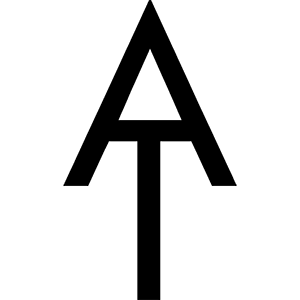
Logo de Álvaro Torres.

"Reencuentro" fue escrita y compuesta por Álvaro Torres, siendo descrita como una balada pop. La canción está compuesta en la clave de C mayor y sigue la progresión de acordes de C–Em–F–Am–Dm–G7–Em–Am–G–C–F–Dm–G7 en los versos, mientras que en el coro cambia a C–Em–Dm–G7–F–G–F–Dm–G7.

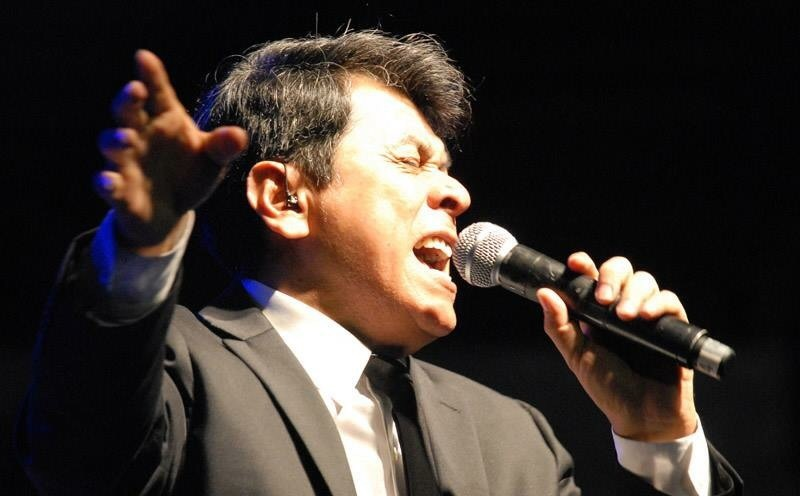
Álvaro Torres en un concierto en Cuba.

La canción comienza con la melodía tradicional de la danza del Torito Pinto interpretada en flauta dulce, la misma tiene su origen en el folclor de los pueblos Nonualcos de El Salvador. En el primer verso se escucha la voz de Torres acompañado de instrumentos de cuerda de fondo; luego entra la batería y las voces de Barrio Boyzz, que se mantienen a lo largo del resto del verso hasta el coro. En el segundo verso vuelve la voz de Torres, mismo donde hace énfasis en la esperanza, manteniéndose sólo su voz hasta el coro, entrando posteriormente Barrio Boyzz repitiendo el coro juntos hasta el final de la canción
"Reencuentro" habla sobre la nostalgia y la alegría de encontrarse nuevamente en el país de donde se proviene, reconociendo también el sufrimiento que ha pasado la patria a través de los años, debido a las guerras y la violencia, con un énfasis sutil del deseo de un futuro mejor para las nuevas generaciones que vendrán. 

## Videoclip
El vídeo que acompaña el sencillo fue lanzado a inicios de abril de 1995, siendo rodado en locaciones de San Miguel de Allende, en Guanajuato, México. En el cual con uso de tonalidad de fondo cercanas al sepia, se observa al cantante salvadoreño y al grupo estadounidense (inicialmente por separado para posteriormente unidos), interpretando el tema; haciéndose en el mencionado efectos "flashes" de imágenes con niños, adolescentes y ancianos nativos de la zona, mostrándose en estas escenas alegóricas variadas, preñadas del simbolismo que el contexto de la canción narra. En postrimeras del vídeo todos ellos se juntan a los artistas y acompañan la secuencia de aplausos a capela y en el coro de cierre, al finalizar el mismo Torres aparece frente a numerosas veladoras encendidas, acto donde cierra sus ojos, elevando una oración.

## Recepción
"Reencuentro" se convirtió inmediatamente en un "himno" alternativo de identidad musical para los salvadoreños, en especial para la diaspora del país centroamericano, desde los primeros meses de su difusión en 1995 la misma gozo de amplio reconocimiento y sirvió de plataforma para acercarlo con su público local, ya que con la misma el 15 de septiembre del año en cuestión, el cantante se hizo presentar en un evento de festividad cívica nacional en su país natal, esto por primera vez en toda su carrera.  
En abril de 1995, el tema fue un éxito en Latinoamérica y Estados Unidos, llegando a la posición número 11 de la lista estadounidense Billboard Hot Latin Tracks.
El Videoclip de la canción logró ubicarse entre los 10 elegidos por Premio Lo Nuestro  de 1995 en la categoría "Vídeo del Año".